# NGC 4063
NGC 4063 é uma galáxia lenticular (SB0) localizada na direcção da constelação de Virgo. Possui uma declinação de +01° 50' 49" e uma ascensão recta de 12 horas, 04 minutos e 05,9 segundos.